# Université nationale d'ingénierie
L'université nationale d’ingénierie de Lima (Pérou) est un établissement polytechnique d'enseignement supérieur péruvien spécialisé dans le domaine technologique.

## Historique
L'université nationale d'ingénierie (UNI) a été créée à Lima en 1876 par l'ingénieur polonais Édouard Habich dénommée "École des constructions civiles et minières de Lima" ou "École spéciale d'ingénieurs des constructions civiles et minières", traditionnellement connue sous le nom "École d'ingénieurs". Auparavant, les scientifiques péruvien Mariano Eduardo de Rivero et Ustariz avaient fondé en 1828 l’École des mines de Lima, qui serait ensuite intégrée dans l’École des mines, à l’origine de l'université nationale d'ingénierie. Auparavant, Rivero et Ustariz avaient fondé en 1823 la première école des mines de la Grande Colombie avec 25 ans.
L’UNI a été créée dans le but de promouvoir le développement du pays dans les domaines relevant de sa compétence. En tant que jeune république, l’État péruvien a encouragé avec beaucoup d’importance divers efforts visant à moderniser et à industrialiser le pays. Ainsi, la construction de chemins de fer, l'exploitation minière, le développement d'infrastructures routières, entre autres, ont été réalisés. À cette époque, le principal promoteur de grands travaux d'infrastructure était l'administration publique. Toutefois, aucun groupe de professionnels nationaux ne dirigeait ces nouveaux projets. La plupart d'entre eux ont donc embauché des professionnels étrangers et les quelques Péruviens qui étudiaient à l'étranger à l'époque.
Le 18 mars 1876 et après de nombreuses tentatives précédentes, il y a le règlement général de l'instruction publique, qui constitue l'acte de naissance légal de l'institution. La cérémonie d'ouverture officielle a lieu à 23 heures le 23 juillet 1876, dans les locaux de l'historique Casona de l'université nationale principale de San Marcos. Cependant, les cours avaient commencé plus tôt, le 11 juillet. Le 19 juillet 1955, l'École d'ingénieurs a été renommée université nationale d'ingénierie et ses départements spécialisés sont devenus des facultés.

## Spécialités
L'université dispose de 11 facultés, qui offrent 28 spécialités.
| Discipline   | Faculté                                                 | Spécialité                          |
| ------------ | ------------------------------------------------------- | ----------------------------------- |
| Architecture | Architecture, urbanisme et arts                         | Architecture                        |
| Science      | Sciences                                                | Ingénierie physique                 |
| Science      | Sciences                                                | Chimie                              |
| Science      | Sciences                                                | Physique                            |
| Science      | Sciences                                                | Mathématique                        |
| Science      | Sciences                                                | Science de l'informatique           |
| Ingénierie   | Ingénierie de l'environnement                           | Ingénierie de l'eau                 |
| Ingénierie   | Ingénierie de l'environnement                           | Ingénierie de sécurité industrielle |
| Ingénierie   | Ingénierie de l'environnement                           | Ingénierie de l'environnement       |
| Ingénierie   | Génie civil                                             | Génie civil                         |
| Ingénierie   | Ingénierie économique, statistique et sciences sociales | Ingénierie économique               |
| Ingénierie   | Ingénierie économique, statistique et sciences sociales | Ingénierie statistique              |
| Ingénierie   | Ingénierie électrique et électronique                   | Ingénierie électrique               |
| Ingénierie   | Ingénierie électrique et électronique                   | Ingénierie électronique             |
| Ingénierie   | Ingénierie électrique et électronique                   | Ingénierie des télécommunications   |
| Ingénierie   | Génie géologique, des mines et métallurgique            | Génie géologique                    |
| Ingénierie   | Génie géologique, des mines et métallurgique            | Génie métallurgique                 |
| Ingénierie   | Génie géologique, des mines et métallurgique            | Génie des mines                     |
| Ingénierie   | Ingénierie des systèmes et industrielle                 | Ingénierie des systèmes             |
| Ingénierie   | Ingénierie des systèmes et industrielle                 | Génie industriel                    |
| Ingénierie   | Génie mécanique                                         | Génie mécanique                     |
| Ingénierie   | Génie mécanique                                         | Génie mécanique-électrique          |
| Ingénierie   | Génie mécanique                                         | Ingénierie navale                   |
| Ingénierie   | Génie mécanique                                         | Génie mécanique-électronique        |
| Ingénierie   | Ingénierie pétrolière, gaz naturel et pétrochimique     | Ingénierie pétrolière               |
| Ingénierie   | Ingénierie pétrolière, gaz naturel et pétrochimique     | Ingénierie pétrochimique            |
| Ingénierie   | Génie chimique et textile                               | Génie chimique                      |
| Ingénierie   | Génie chimique et textile                               | Ingénierie textile                  |

## Nombre d'étudiants
En 2018, le nombre d'étudiants de premier cycle est de 11 790.